# Nacionalni institut za bezbednost i zdravlje na radu
Nacionalni institut za bezbednost i zdravlje na radu (NIOSH) je savezna agencija Sjedinjenih Američkih Država odgovorna za sprovođenje istraživanja i davanje preporuka za prevenciju povreda i bolesti na radu. NIOSH je deo Centara za kontrolu i prevenciju bolesti (CDC) u okviru američkog Ministarstva zdravlja i ljudskih službi. Uprkos svom imenu, nije deo ni Nacionalnog instituta za zdravlje ni . Njegov trenutni direktor je Džon Hauard.
NIOSH ima sedište u Vašingtonu, sa istraživačkim laboratorijama i kancelarijama na lokacijama Sinsinati, Ohajo; Morgantoun, Zapadna Virdžinija; Pitsburg, Pensilvanija; Denver, Kolorado; Ankaridž, Aljaska; Spoken, Vašington; i Atlanta, Džordžija. NIOSH je profesionalno raznolika organizacija sa osobljem od 1.200 ljudi koji predstavljaju širok spektar disciplina uključujući epidemiologiju, medicinu, industrijsku higijenu, bezbednost, psihologiju, inženjering, hemiju i statistiku.
Zakonom o bezbednosti i zdravlju na radu, koji je potpisao predsednik Ričard M. Nikson 29. decembra 1970. godine, stvoreni su NIOSH i Uprava za bezbednost i zdravlje na radu (OSHA). NIOSH je osnovan da pomogne u obezbeđivanju bezbednih i zdravih radnih uslova pružanjem istraživanja, informacija, edukacije i obuke u oblasti bezbednosti i zdravlja na radu. NIOSH obezbeđuje nacionalno i svetsko liderstvo u prevenciji bolesti, povreda, invaliditeta i smrti na poslu prikupljanjem informacija, sprovođenjem naučnih istraživanja i prevođenjem stečenog znanja u proizvode i usluge. Iako su NIOSH i OSHA osnovani istim aktom Kongresa, dve agencije imaju različite i odvojene odgovornosti. NIOSH ima nekoliko „virtuelnih centara“ preko kojih su istraživači na njegovim geografski disperzovanim lokacijama povezani zajedničkim računarskim mrežama i drugim tehnologijama koje stimulišu saradnju i pomažu u prevazilaženju izazova timskog rada na daljinama.

## Literatura
- Roelofs, Cora (2007), Preventing Hazards at the Source, AIHA, стр. 23—31, ISBN 978-1-931504-83-6
- Zak Figura, Susannah (октобар 1995), „NIOSH under siege”, Occupational Hazards, Penton Media, 57 (10): 161, Архивирано из оригинала 05. 08. 2020. г., Приступљено 04. 12. 2023

## Spoljašnje veze
- NIOSH Homepage
- NIOSH account on USAspending.gov
- Global Environmental and Occupational Health e-Library online database of environmental health and occupational health and safety training materials
- NIOSH Power Tools Database Архивирано на веб-сајту  (30. јун 2016) online database of sound and vibrations data for various power tools
- Safe-in-Sound Excellence in Hearing Loss Prevention Award